# Queen Bee
Queen Bee è il nome di quattro supercriminali della DC Comics.

## Storia

### Queen Bee I (Zazzala)
Leader del mondo-alveare di Korll, Zazzala viveva solo per l'espansione interstellare della sua specie. Zazzala comparve per la prima volta in Justice League of America n. 23 (novembre 1963). Si scontrò spesso contro la League originale durante gli anni sessanta, ma scomparve per dei decenni.
Zazzala ricomparve in JLA vol. 3 n. 34 (ottobre 1989), quando Lex Luthor la contattò perché si unisse alla Lega dell'ingiustizia. Lei accettò, liberando Il Generale dalla sua prigione su un asteroide e in cambio una percentuale della popolazione terrestre sarebbe divenuta sua schiava sotto forma di droni. Partecipò anche in altre battaglie contro la League e il suo sforzo maggiore si concentrò sulla città di New York. Costrinse la popolazione della città a creare una "matrice di uova" con i rifornimenti locali come mezzo per assicurarsi molti più schiavi sotto controllo mentale. Tentò di fare il lavaggio del cervello a Lanterna Verde e ad Acciaio, ma entrambi gli eroi riuscirono a combatterla; la Cacciatrice (Helena Bertinelli) incoraggiò Lanterna Verde a resistere al polline e l'armatura di Acciaio lo protesse dagli effetti del suddetto polline. Utilizzando l'inabilità di Queen Bee di vedere il colore rosso, che molti dei supereroi avevano sui loro costumi, Wonder Woman e Big Barda tennero occupate le forze di Queen Bee mentre Acciaio e Plastic Man calarono il sipario sulla Regina. Utilizzando un boomdotto, la tecnologia controllata da Barda, teleportarono Queen Bee e la sua armata di nuovo su Korll.
Successivamente, Zazzala e i suoi droni si unirono alla nuova Società segreta dei supercriminali di Lex Luthor. La regina divenne il capo dell'H.I.V.E., un'impresa criminale multinazionale e comparve poi nella miniserie di 6 parti "Villains United". Una piccola squadra di criminali, conosciuta come i Segreti Sei, attaccarono la sua base come parte di una guerra contro la Società. Le sue forze furono sconfitte, il prigioniero della base, Firestorm, fu liberato e la stessa Zazzala fu ferita gravemente.
Un Anno Dopo, Zazzala comparve in JLA vol. 4 n. 20, completamente guarita dalle sue ferite, e tentò di rubare un dispositivo a base di materia di trasporto che sembrò permetterle di trasportare le sue truppe sulla Terra. Fu infine sconfitta da Wonder Woman e catturata da Flash.

### Queen Bee II di Bialya
Una Queen Bee non correlata comparve in Justice League International n. 16 (agosto 1988). Era una femme fatale umana, che ottenne controllo della nazione terrorista di Bialya stringendo un'alleanza con il suo ex governatore, il Colonnello Rumaan Harjavti, e poi assassinandolo. Solidificò il suo potere soggiogando i Guardiani del Globo perché la servissero. Da lì in poi si scontrò varie volte contro la Justice League Europe e la Justice League International.
La Justice League Europe scoprì che Queen Bee stava dietro ai guai recenti, e che aveva un Dominatore di nome Dottore che lavorava per lei. I Dominatori invasero il suo palazzo e giunsero ad un accordo: lei avrebbe cessato le ostilità contro di loro se loro avessero taciuto a proposito delle cose amorali fatte da lei. Chiesero anche che interrompesse le relazioni con il Dottore. Dopo che i Dominatori se ne andarono, le uccise il Dottore.
Queen Bee fu poi sconfitta dalla Justice League Europe e dai Guardiani, che scoprirono il suo piano di lavaggio del cervello. Fu assassinata da Sumaan Harjavti, fratello di Rumaan Harjavti, durante gli eventi del crossover "Breakdown" di JLA/JLE.

### Queen Bee III (Tazzala)
Queen Bee III comparve nella serie Creature Commandos del 2003. Nel mondo oltre-dimensionale di Terra Arcana, Tazzala, sorella di Zazzala, la Queen Bee originale, si unì all'armata di Terra Arcana di Simon Magus con il proposito finale di conquista della Terra. La fazione dell'Armata degli Stati Uniti nota come "Creature Commandos" fermarono i piani per l'invasione. La stessa Tazzala fu uccisa da Simon Magus.

### Queen Bee IV di Bialya (Beatriz)
La sorella della seconda Queen Bee, Beatriz, fu introdotta in JLA: Incarnations n. 6 (dicembre 2001, ma ambientata intorno al 1996) come nuova sovrana di Bialya. Utilizzò degli umani forgiati con le macchine e li fece passare per i robot Estremisti perché facessero da poliziotti nel paese. Il suo destino, fin dalla fine di queste attività portate dall'Extreme Justice di Capitan Atomo, è sconosciuto, ma fu presumibilmente rovesciata dal suo trono, in quanto non comandò più lo Stato del Bialya.

## Poteri e abilità
La prima Queen Bee, Zazzala, aveva una super forza e una velocità simile a quelle degli insetti, poteva lanciare dardi avvelenati simili a pungiglioni, e rilasciare della polvere di polline che induce alla confusione mentale. Lei e i suoi droni sono incapaci di percepire il colore rosso.
Presumibilmente, Tazzala, la sorella di Zazzala, possedeva gli stessi poteri.
La Queen Bee di Bialya non aveva poteri o abilità super umane, a parte la sua bellezza e il suo charme. Anche sua sorella Beatriz era una normale umana, ma non fu mai ingegnosa quanto sua sorella.

## Altri media

### Televisione
- In Justice League Unlimited, Queen Bee fu parte della Società Segreta di Gorilla Grodd nella puntata iniziale della terza stagione, ma comparve solo in quella puntata. Tuttavia, nell'episodio "Lontano da casa", Supergirl combatte dei duplicati di Zazzala e del Dottor Cyber per allenarsi. La "vera" Queen Bee comparve solo in un ruolo di primo piano nel fumetto della Justice League Unlimited (nel n. 29), in cui è uno dei criminali di punta. Fu sconfitta dagli sforzi combinati di Animal Man e B'wanna Beast.
- Nell'episodio "Drone" della prima stagione di Smallville, una ragazza di nome Sasha Woodman aveva l'abilità di controllare gli sciami delle api; anche se non ci si riferì a lei con il nome di Queen Bee, il termine fu utilizzato per descrivere i suoi poteri. Fu uccisa nell'episodio "Cure" della settima stagione, dal Dottor Curtis Knox.
- Una Queen Bee regina di Bialya appare nel cartone animato Young Justice come affiliata dell'organizzazione segreta nota come "La Luce", col nome in codice di L-4. Ha al suo servizio il criminale Psimon, che in un episodio utilizza per controllare il presidente del vicino Qurac.
In accordo con Batman, Queen Bee possiede il potere s'incantare gli uomini ed anche alcune donne.

### Videogiochi
- Queen Bee è uno dei boss finali del videogioco Justice League Heroes per Xbox, PlayStation 2, e PlayStation Portable.